# Carmen Sevilla
María del Carmen García Galisteo (Sevilla, 16 de octubre de 1930-Madrid, 27 de junio de 2023), conocida artísticamente como Carmen Sevilla, fue una actriz, cantante y presentadora de televisión española.
Nacida y criada en el barrio de Heliópolis, en Sevilla, estuvo en contacto con las artes desde temprana edad gracias a su padre, el compositor y letrista Antonio García Padilla y a su abuelo paterno, el periodista satírico José García Rufino. Después de entrar al conservatorio, rápidamente se embarcó en el mundo artístico en los años cuarenta, y con ayuda de la cantante Estrellita Castro tuvo su primer acercamiento al mismo dentro de la música, iniciándose como cantante.
Debutó como actriz en 1947, en la película Serenata española, en la que desempeñó un pequeño papel y no quedó acreditada. En 1949 protagonizó junto a Jorge Negrete la cinta hispanomexicana, Jalisco canta en Sevilla. Tras el estreno y éxito de este filme, su carrera despuntó y comenzó a realizar varios trabajos cinematográficos en España, además de también trabajar en Francia, Estados Unidos y México. Sus actuaciones en este último la convirtieron en una figura de la Época de Oro del cine mexicano.
Entre sus trabajos más destacados como actriz, se encuentra su participación en las películas Violetas imperiales (1952), Gitana tenías que ser (1953), La fierecilla domada (1956), La venganza (1958), Rey de reyes (1961) y El techo de cristal (1971).

## Biografía y carrera

### 1931-1946: primeros años e inicios artísticos
María del Carmen García Galisteo nació el 16 de octubre de 1930 en el barrio de Heliópolis, en Sevilla, España, hija del compositor y letrista Antonio García Padilla y Florentina Galisteo Ramírez, y hermana de Antonio y José García Galisteo. Su abuelo paterno, José García Rufino, fue un periodista satírico andaluz. El año de su nacimiento ha sido disputado en algunas ocasiones, pues se dice que en realidad es 1931. Una historia supuestamente relatada por la propia Carmen Sevilla, cuenta que tuvo que agregarse un año más de edad debido a que cuando inicio su carrera aún era menor y para ser profesional tenía que tener una edad mínima, siendo esta la razón por la cual agregaría 1930 como su año de nacimiento, en lugar de 1931, su presunto año real.
Desde temprana edad estuvo involucrada en el mundo artístico gracias a su padre y a su abuelo, y luego de la conclusión de la guerra civil española, su familia se trasladó a Madrid y allí pudo asistir a un conservatorio. Su actividad profesional comenzó a inicios de los años cuarenta, y su madrina artística fue la actriz y cantante Estrellita Castro, con quien empezó a trabajar desde muy joven y quien la impulsó a que comenzara a cantar.

### 1946-1969: introducción al cine y estrellato
Sevilla tuvo su primera intervención cinematográfica en 1946, apareciendo en un documental titulado Hombres ibéricos, y en 1947, tuvo su primera participación en una película en Serenata española, donde obtuvo un pequeño papel no acreditado.

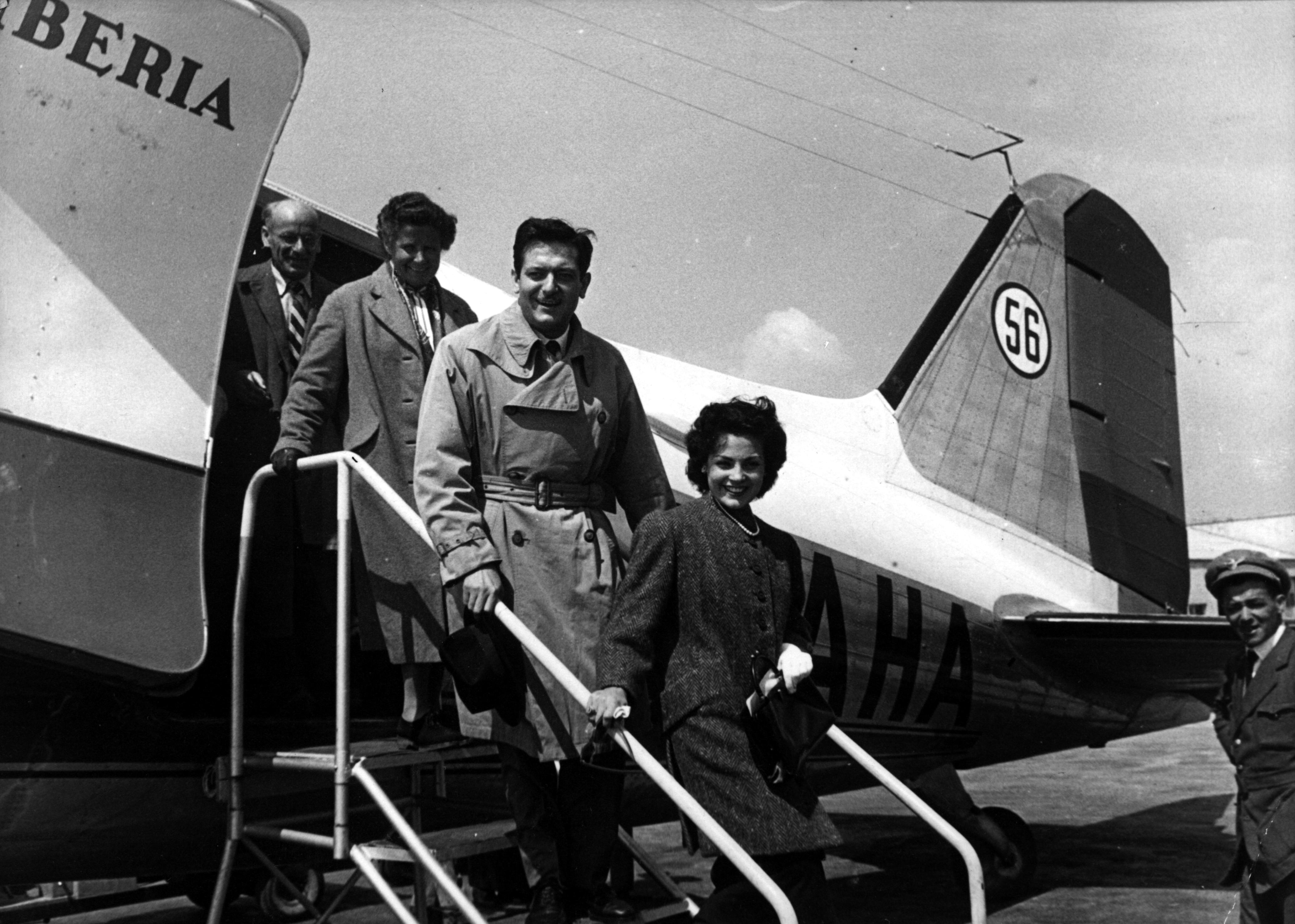
Sevilla (primera al bajar) en 1948. Detrás de ella, se encuentra su compatriota Alberto Closas.

Dos años después apareció como protagonista de la cinta hispanomexicana, Jalisco canta en Sevilla, en la que compartió créditos con Jorge Negrete. Para la década de los cincuenta, algunas de sus películas españolas más emblemáticas incluyeron: Cuentos de la Alhambra (1950), La hermana San Sulpicio (1952), La pícara molinera (1954), La fierecilla domada (1956), La venganza (1958), primera película española nominada a un Premio Óscar en 1959 como Mejor Película en Lengua Extranjera, y Pan, amor y... Andalucía (1958). Además, en 1957 se presentó cantando para las tropas españolas que se encontraban combatiendo en la guerra de Ifni. En aquélla época gozó de gran popularidad, llegó a ser conocida como La novia de España.
Su imagen comercial obtuvo gran atención y éxito, lo que la llevó a realizar trabajos fuera de su España, teniendo su primera aparición en un filme de idioma inglés en Babes in Bagdad de 1952, mismo que tendría una versión alterna grabada en español y lanzada en 1953 con el nombre Muchachas de Bagdad. En idioma francés hizo La bella de Cádiz de 1953, Violetas imperiales de 1952, y El amor de Don Juan de 1956. Finalmente en México sus intervenciones destacaron durante la Época de Oro del cine en ese país, realizando la mencionada Jalisco canta en Sevilla, y otros títulos como Reportaje, y Gitana tenías que ser, ambas de 1953. Durante la filmación de esta última mencionada, se dice que Sevilla y su coprotagonista, Pedro Infante, mantuvieron un breve romance en secreto que incluyó una supuesta escapada a escondidas a Mérida, Yucatán, donde Infante le compró una esclava similar a la que él siempre usaba, y visitaron a la Virgen de Izamal. Ninguno de los dos, negaron o confirmaron esto, pero Sevilla llegó a comentar que sí sintió atracción y dio a entender que sí se enamoró de él, pero aclaró que nunca fueron novios.

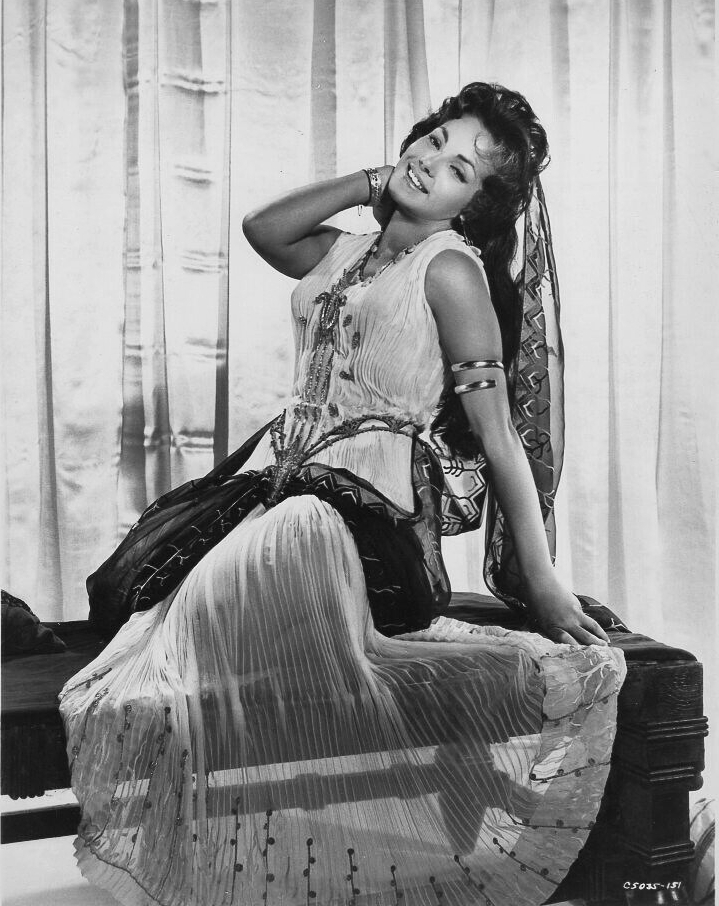
Sevilla como María Magdalena en una fotografía publicitaria para Rey de reyes (1961).

En 1961 Sevilla participó en la producción Hollywoodense, Rey de reyes, una cinta épica religiosa sobre la vida de Jesús de Nazaret, en la que interpretaba el papel de María Magdalena. Ese mismo año, contrajo matrimonio el 23 de febrero con el compositor Augusto Algueró Dasca. La boda tuvo gran cobertura nacional en España, e incluso recibieron un telegrama del papa Juan XXIII. Juntos procrearon a su único hijo, Augusto José Algueró García nacido el 3 de julio de 1964. De acuerdo con el documental Lazos de sangre enfocado en su vida, se reveló que había estado embarazada en dos ocasiones más, pero en ambos casos abortó debido a su apretada agenda de trabajo. La actriz hizo esto a pesar de ser una persona extremadamente religiosa y conservadora. Se mencionó además que vivió toda su vida arrepentida por haberlo hecho, ya que en sus planes estaba el de tener más hijos.
Otros filmes relevantes que dispararon su carrera al estrellato en los sesenta, incluyeron El balcón de la luna (1962), Buscando a Mónica (1962), Crucero de verano (1964), Camino del Rocío (1966), y La guerrillera de Villa (1969). Apartada de la actuación, fue durante este tiempo en el que Sevilla igualmente destacó en el canto, grabando y lanzando más de quince discos de los géneros copla, bolero, tango, y chotis.

### 1970-1978: declive profesional y retiro
Al iniciar 1970, intentó relanzar su carrera cinematográfica, que ya se encontraba en decadencia, por lo que comenzó a realizar papeles más dramáticos y adoptó una estética pseudoerótica. Con lo mencionado puesto en marcha, algunos de los filmes en los que trabajó incluyeron; Enseñar a un sinvergüenza (1970), Un adulterio decente (1971), La cera virgen (1972), No es bueno que el hombre esté solo (1973), Nadie oyó gritar (1973), y Nosotros los decentes (1976). Sin embargo, sus cintas más destacadas durante esta década fueron, El techo de cristal de 1971, por la que el Círculo de Escritores Cinematográficos le otorgó el premio a mejor actriz, y Marco Antonio y Cleopatra de 1972, en la que actuó junto al actor estadounidense Charlton Heston.
Luego de un cúmulo de infidelidades, en 1974 se divorció de Augusto Algueró. A pesar de querer mantenerse vigente en una nueva era del cine conocida como cine de destape, el cambio de gustos del público durante la transición española supuso para Carmen Sevilla una menor actividad artística, y así en 1978 se presentó en su última película, Rostros.

### 1986-1999: regreso en televisión
Al dejar el cine, Sevilla decidió retirarse del mundo de la actuación, pero siguió realizando música, y en 1984 participó en un evento musical titulado Vamos cantando, en el que se presentó con Juanita Reina y Paquita Rico. Poco después de divorciarse, comenzó un noviazgo con el empresario cinematográfico Vicente Patuel Sánchez de Molina, y tras una década de noviazgo, contrajeron matrimonio el 5 de septiembre de 1985. Luego de volverse a casar, decidió dedicarse a ser ama de casa, y a la crianza de ovejas en una explotación ganadera en Herrera del Duque, provincia de Badajoz, pero en 1986  retornó como actriz, aunque en lugar de hacerlo en el cine, lo hizo en la televisión, protagonizando la telenovela argentina La viuda blanca.
A finales de 1991 se convirtió en la presentadora del programa Telecupón, en el que estuvo al frente hasta 1997. Asimismo, presentó y participó en varios programas de variedades como Se acabó la siesta de 1992, Date un respiro, y Mañana serán estrellas, ambos de 1993, En directo contigo de 1995, y La noche de Carmen de 1998.
En 1999 participó en la serie de comedia dramática Ada Madrina, que a pesar de tener buenos índices de audiencia en el primer capítulo, fue descendiendo en los capítulos siguientes, por lo que fue retirada de la programación en el cuarto episodio. A finales de ese mismo año, se emitieron todos los capítulos que se habían grabado.

### 1999-2011: últimos trabajos y retiro definitivo
Luego de ese otro fallido intento de volver a la actuación, optó por continuar como presentadora de televisión en sus últimos años de carrera, comenzando en 1999 con el programa Querida Carmen, emitido hasta enero de 2000. Ese mismo año su esposo Vicente Patuel, falleció en abril. Luego de tomarse el resto del año de forma sabática, en 2001 volvió para presentar el programa musical Nuestras Canciones.
Su última etapa profesional se inició a finales de 2003, cuando Televisión Española la contrató para conducir la emisión, Campanadas de fin de año. En enero de 2004, comenzó a presentar el programa Cine de barrio. También durante ese tiempo, su madre, Flora Galisteo, falleció el mismo día en que ella se convirtió en abuela. Estuvo al frente de Cine de barrio durante seis años, desde 2004 hasta 2010.
Sus dos últimas apariciones televisivas tuvieron lugar en la primera mitad de 2011. A finales del mes de febrero de ese año la artista recibió en su casa a la periodista María Teresa Campos, quien la entrevistó para su programa ¡Qué tiempo tan feliz!. Posteriormente en mayo, volvió a la Televisión Española para aparecer por última vez en el programa Cine de barrio, en esta ocasión como invitada para presentar la película Camino del Rocío, en la que participó, siendo esta su última aparición televisiva.

## Enfermedad y muerte
En 2009 se le diagnosticó Alzhéimer, aunque no fue sino hasta abril de 2012 cuando se dio a conocer públicamente. Como consecuencia de su enfermedad, desde 2015 vivió en una residencia en Aravaca (Madrid). En 2022, en una entrevista para la revista Diez minutos, su hijo declaró que la enfermedad de su madre se encontraba en estado muy avanzado, hasta el punto de ya no reconocerlo, ni tampoco recordar que había sido una artista muy importante de España.
El 27 de junio de 2023, falleció en el Hospital Universitario Fundación Jiménez Díaz de Madrid a los 92 años de edad. Su funeral se realizó en el tanatorio de Pozuelo de Alarcón en la más estricta privacidad, y posteriormente, su cuerpo fue cremado y sus cenizas fueron entregadas a sus familiares.

## Premios
Medallas del Círculo de Escritores Cinematográficos
| Año  | Categoría              | Trabajo nominado     | Resultado |
| ---- | ---------------------- | -------------------- | --------- |
| 1955 | Mejor actriz principal | La fierecilla domada | Ganadora  |
| 1970 | Mejor actriz           | El techo de cristal  | Ganadora  |
| 2003 | Medalla de honor       | Medalla de honor     | Ganadora  |

Otras distinciones y reconocimientos
- Copa de la Fama otorgada por la revista Triunfo en el Festival Internacional de Cine de San Sebastián (1955)[59]
- Premio a mejor actriz por La fierecilla domada (Sindicato Nacional del Espectáculo; 1956)[60]
- Cruz de Artes, Ciencias y Letras de España (1960)[61]
- Premio a mejor actriz por Enseñar a un sinvergüenza (Sindicato Nacional del Espectáculo; 1970)[62]
- Calle nombrada en su nombre, en el municipio y ciudad de Estepona (década de 1990)[63]
- Premio Naranja (1992)[64]
- TP de Oro por su trayectoria profesional (1993)[65]
- Premio Faro de Plata del festival de L"Alfàs a toda su carrera (1998)[66]
- Premio Naranja (1999)[64]
- Medalla de Andalucía (1999)[67]
- Medalla de Oro al Mérito en el Trabajo (2001)[68]
- Premio Ciudad de Huelva (2001)[69]
- Capa Española de Honor (2002)[70]
- Medalla de Oro al Mérito en las Bellas Artes (2003)[71]
- Guijuelo de Oro «Toda una vida» (2006)[72]
- Hija Predilecta de la provincia de Sevilla (2007)[73]
- Premio Júbilo (2007)[61]
- Micrófono de Oro (2009)[74]
- Toda una vida de cine (Comunidad de Madrid; 2011)[75]
- Estrella en el paseo de la fama de Madrid (2011)[76]
- Premio Honorífico «Flamenco en la Piel» (2022)[77]
- Medalla de oro de la ciudad de Sevilla (póstumo; 2024)[78]